# Persona Politicamente Esposta
La Persona Politicamente Esposta (abbreviato PPE, o PEP, dalla denominazione anglosassone) è una definizione per indicare una serie di persone con ruoli di potere importanti che potrebbero essere esposte a particolari crimini finanziari.

## Normativa italiana
Il termine compare per la prima volta nel Decreto legislativo 21 novembre 2007, n. 231, che recepisca la Direttiva 2005/60 della Commissione Europea per l'antiriciclaggio. La legislazione europea prevede che gli istituti bancari tengano conto della particolare condizione di un individuo che potrebbe essere esposto a corruzione, riciclaggio di denaro o finanziamento di altre attività criminali in virtù del proprio incarico, attuale o passato.
L'obbligo per gli intermediari è previsto nel caso in cui il rapporto è continuativo, oppure nel caso di operazioni finanziarie, anche occasionali, pari o superiori a 15.000 euro. Nel caso di un'operazione di questo tipo le banche hanno il dovere di verificare l'identità del cliente, del titolare effettivo, acquisire informazioni sullo scopo dell'operazione e controllarne in modo continuativo il rapporto finanziario.

## Definizione
La normativa indica nel dettaglio quali sono le categorie di persone politicamente esposte:
- Capi di Stato, Capi di Governo, Ministri e Vice Ministri e Sottosegretari;
- Parlamentari;
- Membri delle corti supreme, delle corti costituzionali e di altri organi giudiziari di alto livello le cui decisioni non sono generalmente soggette a ulteriore appello, salvo in circostanze eccezionali;
- Membri delle corti dei conti e dei consigli di amministrazione delle banche centrali;
- Ambasciatori, incaricati d'affari e ufficiali di alto livello delle forze armate;
- Membri degli organi di amministrazione, direzione o vigilanza delle imprese possedute dallo Stato;
- Presidenti di regione;
- Sindaci di capoluogo di regione.

Il provvedimento comprende anche tutti i familiari di primo grado (coniuge, figli e loro coniugi, conviventi nell'ultimo quinquennio, genitori) e coloro che intrattengono stretti legami, come soci d'affari. La normativa non si limita ai cittadini italiani, ma comprende anche i cittadini degli altri Stati dell'Unione europea e i cittadini della Repubblica di San Marino.